# 美

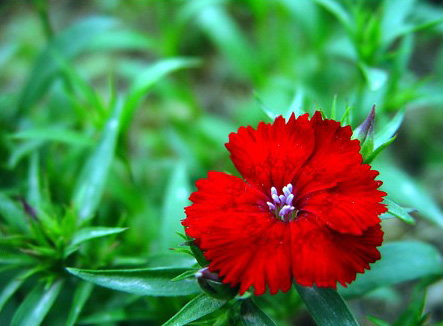
美引起愉悦的情感

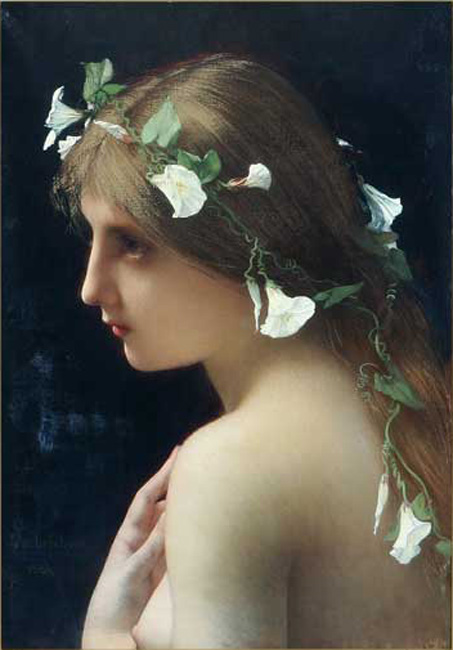
頭戴牽牛花的寧芙（Nymph）是西方美神的代表性畫像

美，哲学概念，汉字“美”是由“羊”和“大”所组成的，由此而延伸出其它美的含义，但是各个时代或者民族对于美的定义是不同的。在甲骨文中，美写作戴羽毛头饰的妇女，与“每”同源，都表示漂亮、好看的意思。美可以描述為一種特徵，若有人感知到有此特徵的客體（可能是風景、日落、藝術品或是人），此人會因此而愉悅。美和藝術、品味一樣，都是美學主要探討的主題。美是「正面」的美學價值，和醜相對。美和「真」（真理）、「善」（價值觀）一樣，都是人類認知中的基本概念。
要理解美，有一個困難之處：美既是客觀的，也是主觀的，美是一個客體所有的特質，但也會受到觀賞者情緒反應的影響。因為美有主觀的成份，因此英文諺語中有：「Beauty is in the eye of the beholder」（情人眼裏出西施）。有研究指出，感知及評斷美的能力（或稱為sense of taste）是可以被訓練的，而且長期來看，和專家的評斷是一致的。因此有關評斷美的標準，是共識主觀（intersubjective）的，也就是會依一群人的判斷而定，不是完全主觀或是完全客觀的。
美的概念（Conceptions of beauty）試圖要找到所有美的客體當中的關鍵特質。古典概念（Classical conceptions）定義美是美的事物其整體和各部份之間的關係：各部份應之間要維持適當的比例，因此可以形成一個和諧的整體。享樂主義概念（Hedonist conceptions）認為美和愉悅之間有必要的關係，也就是一個客體的美是因為此一客體會帶來單純的愉悅，和興趣、利益等因素無關。其他的概念包括以一客體的價值、對客體（或其功能）喜愛的程度來定義美。
一般認為美是和感官可以感知到的「具體物體」有關，人們多半認為事物的美随附在其感官特性上，不過也有論點認為抽象事物（例如故事或數學證明）也可以是美的。美是藝術品的核心特質之一，但也有一些美是和藝術品無關的，特別是有關大自然的美。伊曼努尔·康德的理論區分了「從屬的美」（dependent beauty）和「自由的美」（free beauty）。從屬的美是指一事物的美是和對事物的認知和功能有關。從屬的美的例子是一隻公牛以公牛的標準來看是美的，但是以馬的標準來看則不然了，或是一張照片主題是美麗的建築，但因為其拍攝品質不佳，因此就失去美感了。

## 美的歷史和歷史的定義

### 美人
中国古代四大美人传统上是指西施、王昭君、貂蝉、杨贵妃。
中國各朝代的審美標準都不同，而當時女性地位低，往往要為了迎合男性的眼光去塑造體態，做出損害身體健康的事。

### 藝術
在中國，旧石器时代的粗石器，已能磨光、雕琢、钻孔，符合对称、均衡等形式美法则，初具节奏和线条的韵律美。
商代、西周和春秋时期以富有想象力和装饰性的青铜器作为这一时期美术成就的标志。中国目前已经发现最早的绘画为长沙楚墓出土的帛画《龙凤仕女图》以及战国时期的《御龙图》。
清代延續晚明以來尊崇吳派的傳統，出現所謂四王，稱其畫風為「正統畫派」。然而民間出現一種嶄新的畫風，構圖大膽，別開生面，以前朝遺民八大山人及石濤最為人所知。清代中葉江南地區富裕，揚州一帶出現以賣畫為生計的文人畫家，書畫均不落俗套，奇特新穎，後來學者將其中重要的八位稱之為揚州八怪。

### 建築美
在古希臘，希臘人用很多石頭建造了一些美的神壇和建築。這些高的建築由石柱支撐。巴特農神殿就是很好的例子。

## 西洋哲學

### 古希臘
古希臘名詞中，最適合翻譯成「美」的名詞是κάλλος（kallos），其形容詞是καλός, （kalos）。不過kalos也可以翻成「好」或是「品質優良」，其意思不只是物體或是材質上的美。kallos的用法也和英文不同，kallos一開始是用在人身上，也最常用在人身上，有些情色的意味通用希臘語中的美是用ὡραῖος（hōraios），這個形容詞是源自ὥρα（hōra），意思是時候。通用希臘語中的美也和「適當的時候」有關。因此，成熟的果實是美的。而少女想要表現的更成熟，或是年長女性想要表現的年輕，在通用希臘語中就不算是美了。在阿提卡希臘語中，hōraios有很多的意思，包括「年輕」以及「成熟」。另一個古典时代用來描述美的詞語是拉丁文的pulchrum。
對古代的思想家而言，美不但是存在於形式（物質世界）上，也存在於精神世界中。希腊神话曾提到神话中的海伦是最美的女性。古希臘建築的美學是以對稱和比例的基礎來考慮的。

### 中世紀
中世纪的天主教哲學家（像托马斯·阿奎那）將美包括在存有的超越性屬性中。阿奎那在神学大全中有描述美的三個條件:完整、和諧（適當的比例）、清楚（使事物的形式可以在心中顯而易見）。
在中世紀中期和中世紀後期的哥德式建築中，光視為是神最美麗的啟示，因此也在建築設計中強調。像是巴黎聖母院和沙特尔主教座堂等哥德式主教座堂的花窗玻璃就是例子。
希波的奥古斯丁曾這樣提到美：「美的確是神所賜的美好禮物，但好人不一定會認為這是件好事，神甚至會將美賜給惡人。」。

### 文藝復興
在文藝復興時期的歐洲，重新發現古希腊哲学中對於美的定義，因此開始推崇「古典美」。若女性的外貌符合古希腊的美學標準，會稱為是古典美人，希臘和羅馬藝術家看待理想男性和女性的標準也影響西方社會的審美觀，例如《萨莫色雷斯的胜利女神》。哥德時期將古希腊的美學視為是罪惡的。而文艺复兴和人文主义的思想家拒絕此觀點，視為美是理性秩序及和諧的產物。文艺复兴的藝術師和建築師（例如乔尔乔·瓦萨里在《藝苑名人傳》中所述的）批評哥德時期是不理性和野蠻的。對哥特式艺术的觀點持續到19世紀的浪漫時期。瓦萨里對美的概念和古典時期一致，認為美是由比例（以人來說，是頭身比例）和秩序所組成。

### 啟蒙時代

桑德罗·波提切利所繪的《維納斯的誕生》。維納斯是古典美的代表

啟蒙時代開始將美視為一個哲學主題來研究。例如蘇格蘭哲學家弗兰西斯·哈奇森認為美是「變化中的一致，也是一致中的變化」。他認為美不是純主觀的，也不是純客觀的，他認為美「不能用客體本身有的某種特質來表示，若是這樣，某個客體可能本身就是美的，和感知它的心靈完全沒有關係。美就像其他可感知概念的名稱一樣，正確的說明了心靈的某一種感知... 不過我們常想像這是在客體中的某一種特質"。
伊曼努尔·康德認為：不存在「有關美的普遍標準」，美的經驗是主觀的，不過一個客體若表現其「符合其目的的特性時」，就會評斷為美的。也就是說感知到其中的一些特質是依某原則設計，而且符合其目的康德將「自由的美」（free beauty）和「從屬的美」（dependent beauty）分開，他認為「前者沒有某客體應該是什麼的概念和前提，後者則有某客體應該是什麼的概念，並且依此概念來判斷完美程度。」。依其定義，在海螺和純音樂中可以發現自由的美，在建築和人體上可以發現從屬的美。

### 浪漫主义
浪漫主义的埃德蒙·伯克假定古典定義下的美和崇高（sublime）不同。伯克和伊曼努尔·康德有定義崇高，就是在欣賞一些不符合古典美學理念的哥德藝術和建築時，會有的感受。

### 二十世紀及之後
二十世紀興起了一波反對藝術家和哲學家對美定義的思潮，形成了后现代主义的反美學（anti-aesthetics）。不過美也是后现代主义中主要影響者弗里德里希·尼采的關注焦點之一，尼采認為權力意志就是美的意志
在後現代主義反對美的思潮之後，有些思想家也重新認定美是重要的價值。美國分析哲學家伊·西爾塞洛提出有關「美的新理論」（New Theory of Beauty），重新確立美是重要哲學概念的地位。他反對康德的主觀主義，試圖找到客體中固有，使其美好的特質。他將生動、大膽、微妙等屬性稱為properties of qualitative degree（PQD），認為這是使客體美好的屬性。
Elaine Scarry認為美和正義有關。
在實驗美學和神经美学的領域中，心理學家和神經科學家也在研究美。心理學理論認為美是一種形式的愉快。相關性分析也支持此一論點：越美麗的事物也越可以帶來愉快。有些研究指出越多經歷到美，和眶额皮质的活動有關。這種將美的處理限定在大腦特定區域的研究，受到了學界的批評。
哲學家和小說家翁贝托·埃科曾在2004年有著作《[On Beauty: A History of a Western Idea]]》，在2007年則發表了《醜的歷史》。在他的小說《玫瑰之名》中，敘述者追隨著阿奎那斯，提到「要產生美，要有三種事物：第一個是完整或是完美，因此我們會稱所有未完成的事物是醜陋的，再來是適當的比例或調和。最後則是清晰和明亮」。

## 中國哲學中的美學
中國哲學中沒有將有關美的哲學列為獨立的理論。孔子以善為美，認為有德性的人是最美的，《論語》中曾提到「里仁為美。」，若鄰居有仁，這樣的鄰居是最美的。。孔子的學生曾子則認為：「惡而知其美者，天下鮮矣」，很少人能從不喜歡的事物中看出美的地方。
不過，其他的學派有不同的觀點：《莊子·齐物论》：“毛嫱丽姬，人谓美也；鱼见之深入，鸟见之高飞。”。因此美不是絕對的。
近代的王国维、蔡元培、朱光潜都是著名的美学大师。

## 選美活動
選美活動（或選美比賽）是一种基于选手体态外貌的色相竞赛。較著名的，如环球小姐競選，就是一項世界性的選美活動。傳統上的選美活動的參加對象主要為女性，但近年各種以男性為參加者的選美活動也紛紛出現。

## 研究書目
- 笠原仲二 著，楊若薇 譯：《古代中國人的美意識》（北京：三聯書店，1988）。